# Casa de Tía Josephine
La casa de Josephine Anwhistle es una casa ficticia que aparece en "El Ventanal", la tercera novela de Una serie de catastróficas desdichas de Lemony Snicket. la estructura está construida a la orilla del precipicio, sostenida por una serie de largos soportes metálicos. El hogar de Josephine Anwhistle es una casa algo pequeña. La característica principal de la casa es el ventanal, la escena de un suicidio falso, que proporciona una vista del Lago Lacrimógeno. También hay una biblioteca que contiene libros de gramática. Josephine Anwhistle considera a la gramática como la mejor alegría en la vida. La casa contiene sólo dos dormitorios. También tiene un comedor, una cocina y una sala de estar. Aunque la casa tiene electricidad, gas, calefacción central y línea telefónica, ninguno de estos servicios son utilizados debido a las numerosas fobias de Josephine.
Más tarde la casa fue destruida por el Huracán Herman.
También se menciona en Lemony Snicket: La Autobiografía No Autorizada que la segunda mitad de la conversación grabada entre el Sr. Poe y su hermana Eleanora Poe en el restautante El Payaso Complaciente se encuentra escondida dentro del libro Ivan Lachrymose: Explorador de Lagos, bajo la cama de alguien. En El ventanal, cuando los huérfanos Baudelaire buscan un atlas bajo la cama en la casa de Tía Josephine, encuentran el libro llamado Ivan Lachrymose: Explorador de Lagos. Lo cual afirma que la grabación se encontraba escondida dentro del libro. Además en La cueva oscura (The Grim Grotto), el capitán Widdershins dijo que él y la tripulación del Queequeg, salvaron algunos libros de la casa que fue destruida en el Lago Lacrimógeno.
- Datos: Q5547592